# 제59회 아카데미상
제59회 아카데미상은 1987년 3월 30일에 열린 시상식이다. LA 도로시 챈들러 파빌리온에서 개최되었으며 사회자는 체비 체이스, 골디 혼, 폴 호건이다.

## 후보 및 수상

### 작품상
- 플래툰 - 아놀드 코펠슨 수상
- 작은 신의 아이들 - Burt Sugarman
- 한나와 그 자매들 - 로버트 그랜헛
- 미션 - Fernando Ghia
- 전망 좋은 방 - 이스마일 머천트

### 남우주연상
- 컬러 오브 머니 - 폴 뉴먼 수상
- 라운드 미드나잇 - 덱스터 고든
- 작은 신의 아이들 - 윌리암 허트
- 모나리자 - 봅 홉킨스
- 살바도르 - 제임스 우즈

### 여우주연상
- 작은 신의 아이들 - 마리 매트린 수상
- 에이리언 2 - 시고니 위버
- 크라임 오브 하트 - 씨씨 스페이식
- 살의의 아침 - 제인 폰다
- 페기 수 결혼하다 - 캐슬린 터너

### 남우조연상
- 한나와 그 자매들 - 마이클 케인 수상
- 후지어 - 데니스 호퍼
- 플래툰 - 톰 베린저
- 플래툰 - 윌렘 대포
- 전망 좋은 방 - 덴홈 엘리어트

### 여우조연상
- 한나와 그 자매들 - 다이앤 위스트 수상
- 작은 신의 아이들 - 파이퍼 로리
- 컬러 오브 머니 - 메리 엘리자베스 매스트란토니오
- 크라임 오브 하트 - 테스 하퍼
- 전망 좋은 방 - 매기 스미스

### 감독상
- 플래툰 - 올리버 스톤 수상
- 블루 벨벳 - 데이빗 린치
- 한나와 그 자매들 - 우디 앨런
- 미션 - 롤랑 조페
- 전망 좋은 방 - 제임스 아이버리

### 각본상
- 한나와 그 자매들 - 우디 앨런 수상

### 각색상
- 전망 좋은 방 - Ruth Prawer Jhabvala 수상

### 촬영상
- 미션 - 크리스 멘지스 수상

### 편집상
- 플래툰 - 클레어 심슨 수상

### 미술상
- 전망 좋은 방 - 지아니 콰란타 수상

### 의상상
- 전망 좋은 방 - 제니 비번 수상

### 분장상
- 플라이 - 크리스 월러스 수상

### 음악상
- 라운드 미드나잇 - 허비 행콕 수상

### 주제가상
- 탑 건 - 조지오 모로더 수상

### 음향편집상
- 에이리언 2 - Don Sharpe 수상

### 음향믹싱상
- 플래툰 - John Wilkinson 수상

### 시각효과상
- 에이리언 2 - 로버트 스코터 수상

### 외국어영화상
- 한밤의 암살자 - 폰스 라드메이커스 수상

### 단편애니메이션상
- A Greek Tragedy - Linda Van Tulden 수상

### 단편영화상
- Precious Images - 척 워크먼 수상

### 장편다큐멘터리상
- Artie Shaw: Time Is All You've Got - Brigitte Berman 수상
- Down and Out in America - Joseph Feury 수상

### 단편다큐멘터리상
- Women - for America, for the World - Vivienne Verdon-Roe 수상

### 공로상
- 랠프 벨러미 수상

### 어빙 탤버그 상
- 스티븐 스필버그 수상
- 표창메달E.M. 'Al' Lewis 수상

## 같이 보기
- 제7회 골든 래즈베리상
- 제40회 영국 아카데미 영화상
- 제44회 골든 글로브상